# United Arab Shipping Company

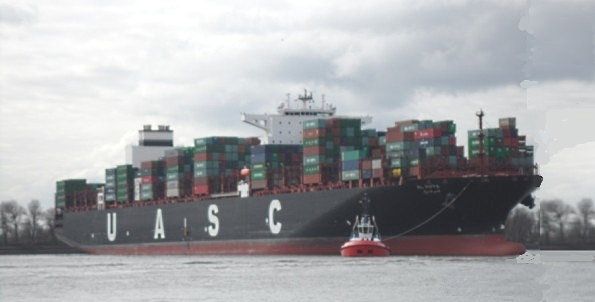
Conteneurs Al Riffa sur l'Elbe près du port de Hambourg

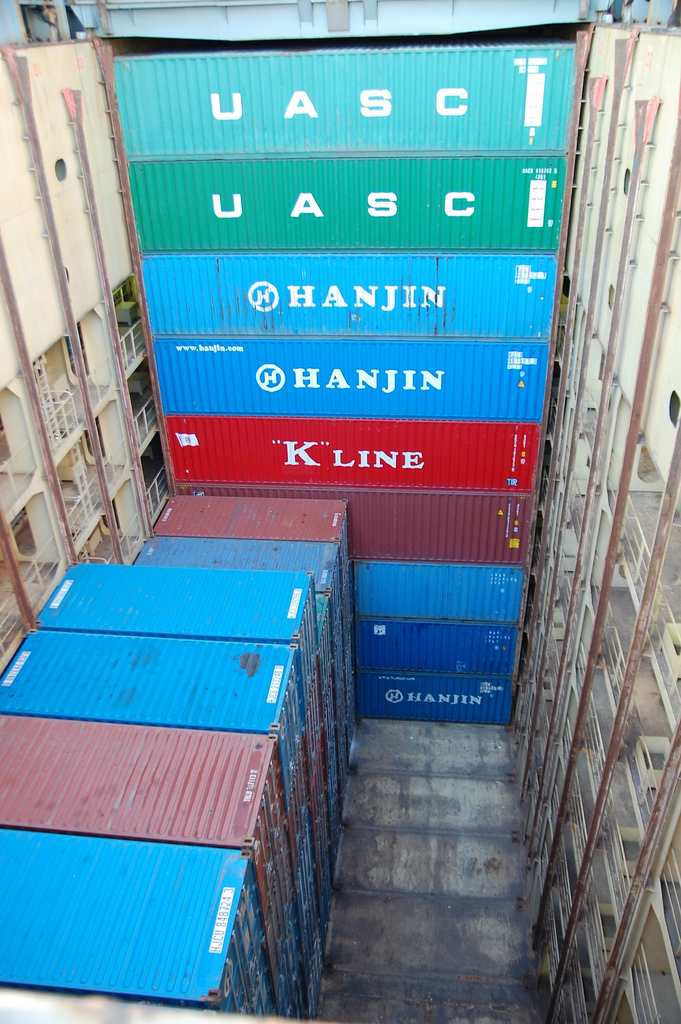
Conteneurs du UASC dans un navire au port de Hambourg.

United Arab Shipping Company (UASC) est une entreprise de transport maritime arabe, basée au Koweït. Elle a été formée par des actionnaires de six pays arabes du golfe Persique (Arabie saoudite, Bahreïn, Émirats arabes unis, Irak, Koweït, Qatar).
La compagnie exploite une flotte de 54 navires. Dans cette flotte, vingt-sept navires sont la propriété de l'armateur. Neuf de ces navires ont une capacité de 13 500 TEUs, dix ont une capacité de 4 101 TEUs et huit peuvent transporter jusqu’à 6 921 TEUs. Le reste de la flotte est composé de navires affrétés.

## Histoire
En juin 2016, Hapag-Lloyd annonce l'acquisition par échange d'action d'UASC, créant un nouvel ensemble ayant un chiffre d'affaires d'environ 7 à 8 milliards d'euros, qui sera possédé à 72 % par les actionnaires de Hapag-Lloyd.